# Schloss Birnbaum

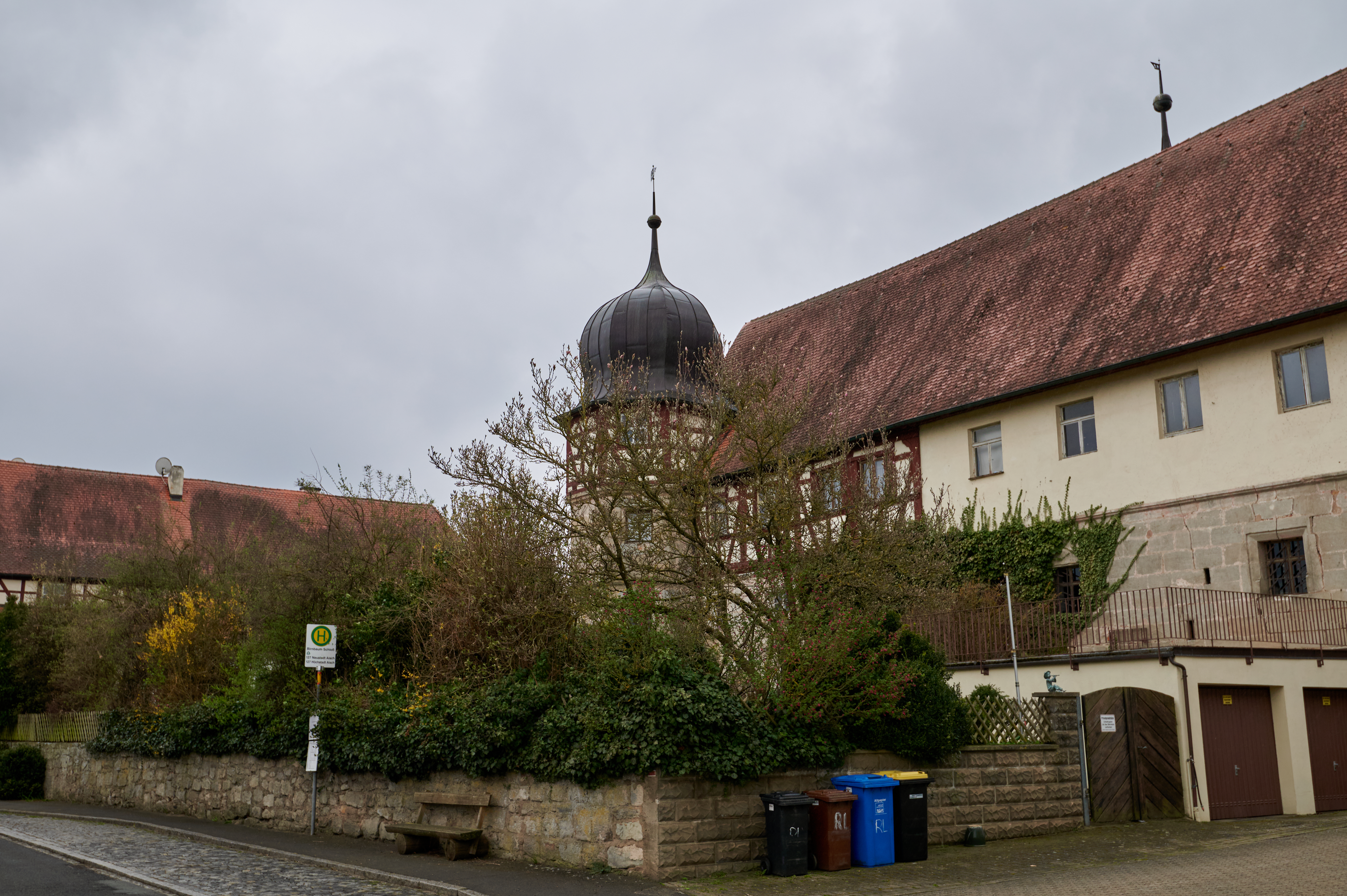
Das ehemalige Schloss in Birnbaum

Schloss Birnbaum ist ein ehemaliges Schloss in Birnbaum, einem Teilort der Gemeinde Gerhardshofen im Landkreis Neustadt an der Aisch-Bad Windsheim (Mittelfranken, Bayern).

## Geografische Lage

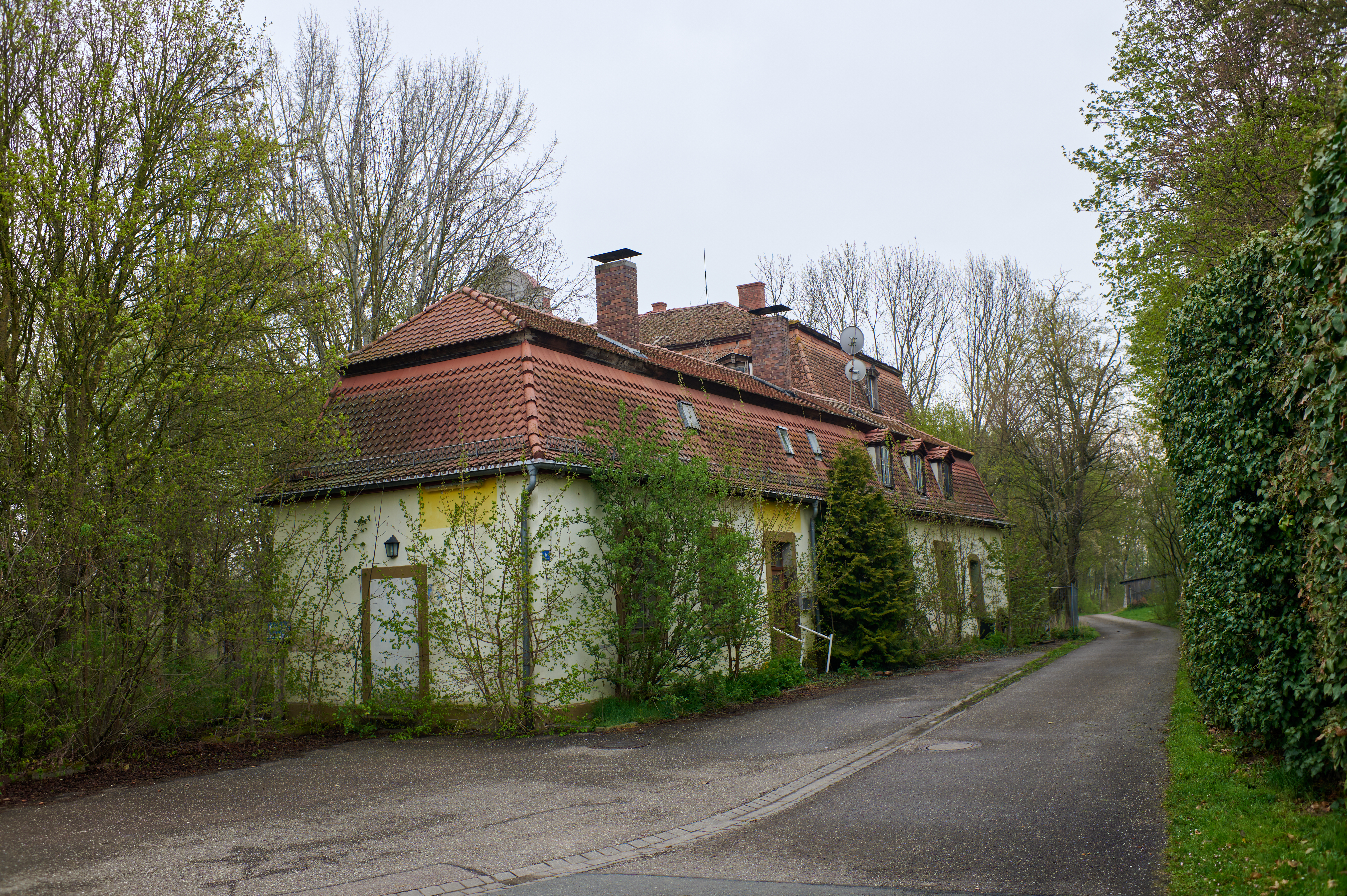
Südflügel

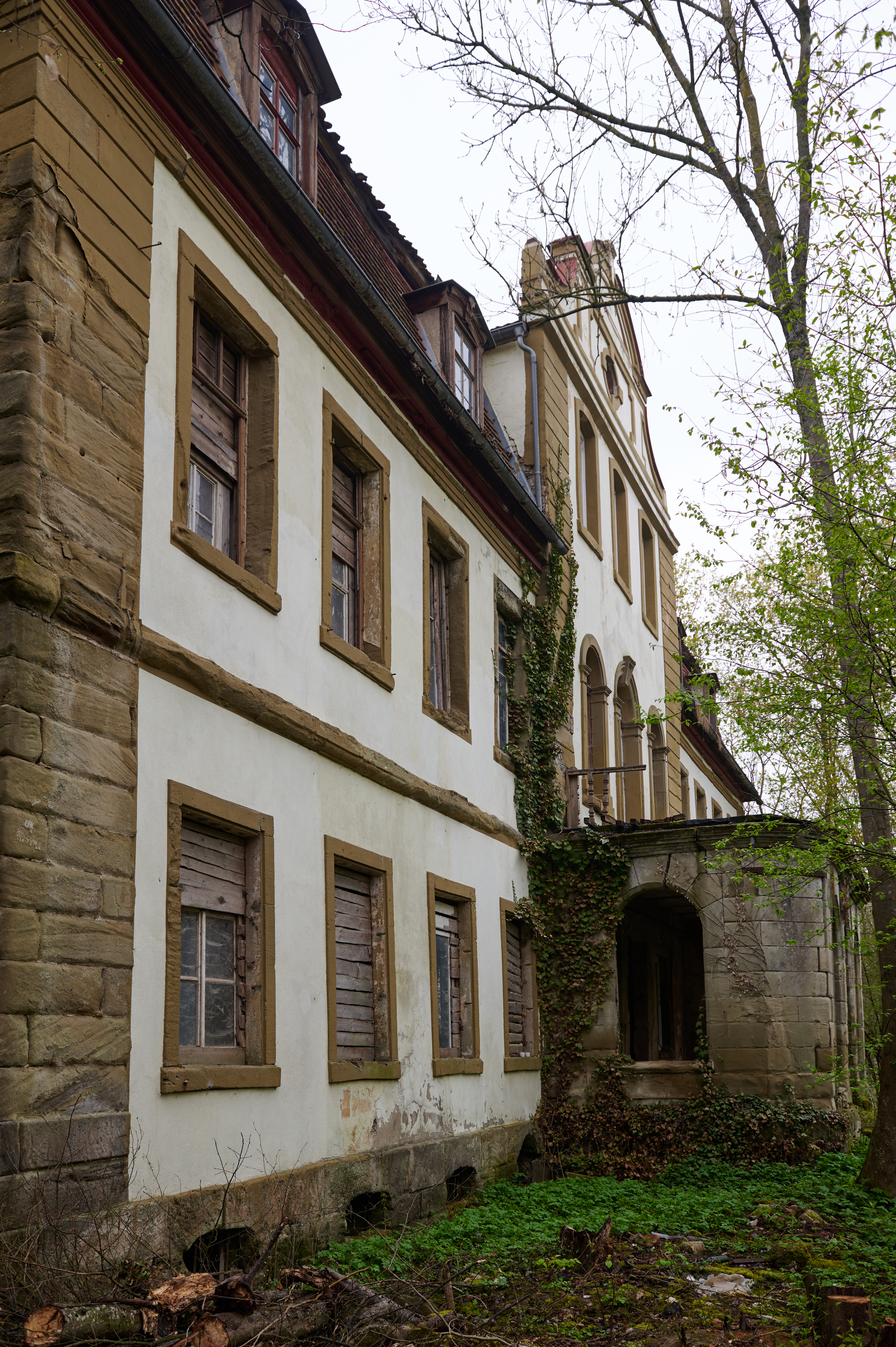
Ostfassade

Das Schloss befindet sich am nördlichen Ortsrand von Birnbaum an der Staatsstraße 2414 nach Dachsbach.

## Geschichte
Der Ort wurde im Lehenbuch des Hochstifts Würzburg, das im Zeitraum zwischen 1303 und 1317 entstand, als „Birbaum“ erstmals schriftlich erwähnt. Im burggräflichen Salbuch von 1361/64 wurde der Ort als „Pirpaum“ erwähnt. 1422 wurde der Ort „Pirpawm“ genannt, 1433 „Pirpamm“ und 1601 „Bierbaum“. 
Um 1450 wird das Schloss urkundlich erwähnt. Von 1462 bis ins 16. Jahrhundert residierten die Herren von Aurach(er). Im Anschluss wurden die Herren von Crailsheim Dorfherren, dann Schenk von Siemau, 1635 der kaiserliche Rittmeister (Bleymann bzw.) Bleimann von Löwenburg und danach ab ca. 1655 die Herren von Wildenstein. Im Dreißigjährigen Krieg wurde Birnbaum im Herbst 1631 geplündert und 1632 nochmals überfallen. Die Markgrafen beauftragten den Hauptmann Bleimann mit der Wiederherstellung des zerstörten Schlosses. Das Schloss wurde zum Schutzort für viele, unter anderem für den Pfarrer Veit vom Berg (1612–1675), den „Helden im Kirchenrock“.
Um 1750/53 wurde das Schloss durch die Herren von Wildenstein umgebaut. 1785 kommt es zur Einrichtung einer Mineralfarbenfabrik im Schloss.

## Beschreibung
Das Gebäude ist in der Liste der Baudenkmäler in Gerhardshofen folgendermaßen beschrieben:
Ehemaliges Schloss Birnbaum:
ab 1785 Mineralfarbenfabrik, ab 1894 Bäckerei, später auch Agrarhandel (Lager), Vierflügelanlage um Innenhof, zweigeschossige Satteldachbauten mit Fachwerkobergeschoss auf Sandsteinquadermauerwerk, nördlicher Ostflügel 1581 (dendrochronologisch datiert und bezeichnet), Nord-und Westflügel 1605 (dendrochronologisch datiert), Südflügel, südlicher Ostflügel, oktogonaler Treppenturm und Eckturm mit Glockenhaube 1613 (dendrochronologisch datiert und bezeichnet), Umbauten um 1750 und 1. Hälfte 19. Jh., Südflügel und Nordteile von Ost- und Westflügel modern verändert.